# Uhlíková stopa

Emise CO_{2} na obyvatele v tunách za rok (2017).

Uhlíková stopa je suma vypuštěných skleníkových plynů vyjádřená v CO2 ekvivalentech. Uhlíková stopa se může týkat jedince, výrobku nebo akce. Nejčastěji je ale používána ve spojitosti s výrobky a definuje sumu všech skleníkových plynů, které byly vypuštěny při výrobě daného výrobku. Podobná charakteristika výrobků slouží k výběru toho, jehož výroba má nejmenší dopad na životní prostředí. Tento pojem byl popularizován energetickou společností BP, aby tak oddálila pozornost od diskusí o restrikcích proti ropným společnostem a přesunula problém klimatické změny na občana.
Jedná se o ukazatel zatížení životního prostředí, který je odvozen od celkové ekologické stopy. Obvykle bývá vyjadřován v ekvivalentech CO2. Tedy nikoliv v hmotnosti uhlíku samotného, ale z něj vzniklého oxidu uhličitého a také emitovaných dalších skleníkových plynů (např. metanu, oxidu dusného, halogenovaných uhlovodíků), jejichž hmotnost je ale přepočítána na to, kolik CO2 by mělo týž oteplující účinek. Je ale potřeba dát pozor na to, že někdy se v údaji o uhlíkové stopě ony další plyny zanedbají, což může znamenat i velký rozdíl (je to problém i údajů v následujícím textu). Termín, který jasně naznačuje jejich zahrnutí, je skleníková stopa.
Uhlíková stopa je jedním z indikátorů označovaných jako stopa, jiné jsou ekologická stopa, vodní stopa a půdní stopa.

## Přímá a nepřímá stopa
Uhlíkovou stopu lze rozdělit na přímou a nepřímou.
Přímá (primární) stopa – množství skleníkových plynů vypuštěných bezprostředně při dané aktivitě (při výrobě elektřiny, vytápění, spalování pohonných hmot, atd.).
Nepřímá (sekundární) stopa – množství skleníkových plynů vypuštěných během celého životního cyklu výrobku – od výroby až po případnou likvidaci.

## Uhlíková stopa podle odvětví
Roku 2010 výroba energie a tepla vytvářela čtvrtinu globálních emisí, 24 % zemědělství, lesnictví a další užívání půdy, 21 % průmysl a 14 % doprava. Uhlíková stopa výpočetní techniky je zhruba 3 %.

### Energetika
Neobnovitelný zdroj energie zatěžuje životní prostředí emisemi. Ovšem i obnovitelná energie není bezemisní.
Harmonizovaný rozsah emisí ekvivalentu oxidu uhličitého pro výrobu 1 kWh elektřiny:
- uhlí – 850–1050 g
- plyn – 450–650 g
- biomasa – 10–50 g
- solární (fotovoltaické) – 35–50 g (harmonizováno pro roční dávku záření v jižní Evropě 1 700 kWh/m2, což je více než v ČR, kde je to přibližně 1 100 kWh/m2[8])
- solární (koncentrace solární energie) – 15–35 g
- geotermální – 5–45 g
- vodní (přehrady) – 5–15 g
- vodní (vlny a přílivové) 6–9 g
- větrné – 8–20 g
- jaderné – 10–25 g pro lehkovodní reaktor, 10–35 g pro tlakovodní reaktor, 10–15 g pro varný reaktor

Energetický mix zdrojů pro výrobu elektřiny v dané zemi pak rozhoduje, jaká je odpovídající uhlíková stopa. Ovšem dovoz paliva zkresluje dopady na prostředí.
Je také nutno vzít v úvahu, kolik půdy je třeba pro produkci stejného množství energie. V USA tepelné (uhelné, plynové či jaderné) elektrárny potřebují 12 akrů na produkci 1 MW, kdežto solární 43 akrů, větrné 70 akrů a vodní dokonce 315 akrů půdy.
Roku 2017 tvořila spotřeba energie na vytápění přibližně 40 % produkce emisí.

### Zemědělství a lesnictví
V zemědělství převažují emise z obdělávání půdy (rýžová pole po světě emitují jako 200 uhelných elektráren) a z chovu dobytka. Na přerozdělování emisí má také vliv velký rostoucí mezinárodní obchod se zemědělskými produkty.
Lesnictví může díky rostlinám vázat více oxidu uhličitého než emitovat. Bhútán tak může celkově více uhlíku vázat než emitovat díky malým emisím a současné rekordní výsadbě lesů. Emise způsobené odlesňováním však mohou převážit. Možnost vázání uhlíku pomocí lesů však závisí na podnebním pásmu. Vlhký tropický podnebný pás umožňuje z dané plochy vázat stromy průměrně čtyřikrát více oxidu uhličitého, než umožňuje subpolární podnebí. Z dlouhodobého hlediska je však spalování biomasy či les samotný uhlíkově neutrální. Vysazování lesa ovšem snižuje místní dostupnost vody. Vysadit bilión stromů je nejen prakticky nereálné, ale je ekologicky komplexnějším problémem.
Divoká prasata emitují srovnatelně jako milion aut. Omezení chovu zvěře, a tak přechod na vegetariánskou stravu může zabránit většině emisí.

### Doprava
Roku 2016 vytvářel v EU sektor dopravy 27 % emisí CO2 a to celkem něco přes 1 miliardu tun (2 tuny na obyvatele). Přesné údaje se mění v závislosti na širokém spektru faktorů.

#### Letecká doprava
Některé reprezentativní údaje o emisích CO2 jsou uvedeny v průzkumu LIPASTO z roku 2008 o průměrných přímých emisích (bez radiačního působení ve vysokých nadmořských výškách) dopravních prostředků ve Finsku vyjádřených jako CO2 na osobu:
Krátké lety (méně než 463 km): 257 g/km
Dlouhé lety: 113 g/km
Velké letadlo Airbus A380 mělo mít emise pouze 75 g/km na pasažéra, ovšem roku 2019 bylo oznámeno ukončení výroby.
Evropská agentura pro bezpečnost letectví, Evropská agentura pro životní prostředí a Eurocontrol v roce 2019 uvedly, že průměrné emise roku 2017 v Evropě byly 99 g/km (163 miliónů tun celkem, 1643 miliard pasažér-kilometrů).
Sdružení pro přepravu chemických látek v Evropě (ECTA) uvádí, že největší emise pro dopravu jedné tuny způsobuje letecká doprava (602 g/km) a dále pak silniční doprava (62 g/km).
Velmi často je argumentováno, že letecká doprava se podílí na celkových emisích CO2 pouze dvěma procenty, při započtení ostatních vlivů ukazují vědecké práce na skoro dvojnásobný podíl (3,5 %) na oteplování planety.

#### Silniční doprava
Evropská agentura pro životní prostředí stanovila, že v roce 2011 byla pro veškerou silniční dopravu v Evropě průměrná hodnota emisí CO2 na přepravovanou osobu 109 g/km. V roce 2017 však měla nově prodaná osobní auta průměrně emise 119 g/km. Pokud jsou navíc elektromobily napájené z výrobního energetického mixu Německa, tak mají vyšší emise, než neúspornější auta se spalovacím motorem mimo jiné i kvůli tomu, že emise na výrobu elektromobilu jsou větší než na výrobu auta se spalovacím motorem. Výroba baterie totiž vytváří nepřímé emise. Výroba baterie například s kapacitou 100 kWh produkuje 15 až 20 tun CO2. Podle Sdružení Německých dopravních podniků (VDV) jsou emise z přepravy pasažéra autobusovou dopravou přibližně 10 g/km v dopravní špičce a 50 g/km průměrně.
Různé vědecké studie odhadují emise spojené s jedním kilometrem silnic na 1 až 1000 tun CO2 za rok (přepočteno podle odhadované životnosti). Světová banka uvádí, že podle typu silnice jsou emise spojené s výstavbou jednoho kilometru 90 až 3234 tun CO2.
Aby se snížila uhlíková stopa automobilů, nahrazují se jejich součásti. Jde například o zpětná zrcátka (náhrada kamerami nesnižující odpor vzduchu), hydraulické posilovače řízení (nahrazovány elektrickými) či manuální parkovací brzda (náhrada elektrickou, která je lehčí a tak snižuje emise). Bylo zavedeno i startovací tlačítko s automatickým zhasínáním motoru.
Optimální rychlost s nejnižší spotřebou paliva (nejmenšími emisemi) na ujetí dané vzdálenosti je okolo 60 km/h. Emise při rychlosti 30 km/h emisně přibližně odpovídají rychlosti 100 km/h na ujetí dané vzdálenosti.

#### Železniční doprava
Železniční doprava podle Mezinárodní železniční unie vytváří emise 50 až 300 tun CO2 na kilometr infrastruktury za rok. Dále uvádí, že přeprava člověka nebo tuny materiálu způsobuje emise 10 až 25 g/km.

#### Námořní doprava
Průměrná emise CO2 na dopravu jedné osoby trajektem se odhaduje na zhruba 120 g/km. Odhaduje se, že lodní doprava 1 tuny emituje 12 g/km při dopravě mělkým mořem, 8 g/km kontejnerová doprava přes hluboké moře a 5 g/km doprava tankery.

### Uhlíkové stopy výrobků
Roku 2017 v EU byly emise CO2 průměrně rovny 7,3 tuny na osobu za rok, z čehož 1,7 tuny byly emise domácností a 1,3 tuny emise způsobené exportem.
Užití jistého materiálu je zatíženo emisemi. Podle vládních tabulek z roku 2018 pro Velkou Británii jsou některé údaje (faktory) udané v kg CO2 na kilogram materiálu pro daná použití následující. Ve výrobě má (nový) asfalt 0,04, beton 0,13, dřevo 0,4, papír 0,9, izolace 1,8, plasty 3,1 či kovy 4,3. Z hlediska uložení odpadu je pak faktor uhlíkové stopy skládkováním (bez recyklace) následující: asfalt 0,001, plasty 0,009, oblečení 0,4, organický odpad 0,6, dřevo 0,8 a papír 1. Například mikrotenový sáček o hmotnosti 1 g má tedy emise přibližně 0,003 kg CO2, což jsou zanedbatelné emise vůči emisím, které byly vyprodukovány u výrobků do něj ukládaných.
Několik organizací nabízí kalkulačky stop pro veřejné a firemní užití a několik organizací počítá uhlíkové stopy výrobků. Agentura pro ochranu životního prostředí Spojených států amerických se zabývá papírem, plasty (cukrovinkami), sklem, plechovkami, počítači, koberci a pneumatikami.
V březnu 2007 zavedla britská společnost Carbon Trust ve spolupráci s výrobci standard Carbon Trust Carbon. K září 2019 změřil a certifikoval 28 000 produktů.
Vyhodnocení obalů některých produktů je důležité pro určení jejich uhlíkové stopy. Klíčovou cestou k určení uhlíkové stopy je podívat se na materiály použité k výrobě položky. Například, nápojový karton z džusu je vyroben z aseptické krabice, plechovka je vyrobena z hliníku a některé lahve jsou vyrobeny ze skla nebo plastu. Čím větší je velikost, tím větší je stopa. Ovšem rozdělení stejného množství výrobku do více menších (s menšími obaly, ale celkově více obalové hmoty) má větší uhlíkovou stopu. Pokud se započítá celá doba životního cyklu (včetně účinnosti recyklace), tak skleněné obaly mohou být horší než plastové.

#### Jídlo
Nízkouhlíková strava je životní styl. Ve studii z roku 2014 byly zjišťovány skutečné diety britských lidí a odhadnuty jejich uhlíkové stopy. Průměrné emise ekvivalentu CO2 za den byly:
- 7,19 kg u lidí s vysokou konzumací masa
- 4,67 kg u lidí s nízkou konzumací masa
- 3,91 kg u lidí, kteří konzumují z masa pouze ryby
- 3,81 kg pro vegetariány
- 2,89 kg pro vegany

Ve vyspělých zemích se emise spojené s jídlem (včetně ztrát) pohybují přibližně v rozmezí 5 až 9 kg na osobu za den. Potravinový odpad v Severní Americe tvořil roku 2011 celkem 860 kg emisí na osobu, což je přibližně čtyřikrát více než byl průměr pro Subsaharskou Afriku. Většina lidí se ale nechce vzdát konzumace masa a mléka.

#### Textil
Emise oděvního průmyslu tvoří přibližně 5 % z celkových emisí, což je více než letecká a námořní doprava dohromady. Přesná uhlíková stopa různých textilií se značně liší podle širokého spektra faktorů. Studie textilní výroby v Evropě naznačují následující stopy emisí ekvivalentu oxidu uhličitého na kilogram textilu v místě nákupu spotřebitelem:
- Bavlna: 8 kg
- Nylon: 5,43 kg
- PET (například syntetické rouno): 5,55 kg
- Vlna: 5,48 kg

S ohledem na trvanlivost a energii potřebnou k praní a sušení textilních výrobků mají syntetické tkaniny obecně podstatně nižší uhlíkovou stopu než přírodní vlákno.

### Uhlíková stopa stavebních materiálů
Těžba surovin, výroba, doprava, konstrukce, použití a také fáze likvidace stavebních materiálů spotřebovávají značné množství energie, z nichž každá vytváří související uhlíkovou stopu.

#### Šedá energie
Pod pojmem „šedá energie“ stojí úhrn toků energie, které se uskutečnily, aby mohl být dodán nějaký materiál.
Je třeba vzít v úvahu zabudovanou energii ve stavebních materiálech spolu s provozní energií, aby se snížila celková spotřeba energie v životním cyklu staveb.
Nahrazení materiálů, které vyžadují značné množství energie k výrobě (jako je beton nebo ocel), za materiály vyžadující malé množství energie k výrobě (jako jsou výrobky ze dřeva), sníží množství energie obsažené v budovách. Na stavbu průměrného domu je třeba asi 20 stromů.
Ocelový rám domu přidá 4,5 tun CO2 do atmosféry, zatím co dřevěný rám domu již absorboval 9,5 tun CO2 z atmosféry.
| Stavební materiál     | Uhlíková stopa (kg CO2 ekv./kg) |
| --------------------- | ------------------------------- |
| Plná pálená cihla     | 0,24                            |
| Cement                | 0,76                            |
| Hlína                 | 0,00                            |
| OSB deska             | 0,48                            |
| Sádrokarton           | 0,35                            |
| Ocel                  | 2,89                            |
| Pěnový polystyren EPS | 4,21                            |
| Hliník                | 12,79                           |

Tabulka ze stránky Nazeleno.cz 

## Úrovně uhlíkové stopy
Uhlíkovou stopu lze měřit na různých úrovních – úroveň města, podniku, jednotlivce, produktu, atd.

### Městská úroveň
Všechny uvolněné emise spojené s daným městem (domácnosti, podniky, továrny, atd.). Nezáleží na místě, kde emise vznikly (elektřina může být vyrobena daleko za hranicemi, ale uhlíková stopa je počítána městu).

### Podniková úroveň
Patří sem všechny uvolněné emise spadající do fungování podniku. V současnosti se pro výpočet podnikové uhlíkové stopy používá Protokol o skleníkových plynech (GHG Protocol), který dělí uhlíkovou stopu na tři kategorie: emise kategorie 1 (Scope 1), emise kategorie 2 (Scope 2) a emise kategorie 3 (Scope 3).
Emise kategorie 1 (používá se anglický pojem Scope 1) (přímé emise) – emise, které podnik přímo kontroluje. Např.: emise z kotlů, z aut vlastněných podnikem.
Emise kategorie 2 (Scope 2) (nepřímé z energie) – emise spojené se spotřebou nakupované energie, které nevznikají přímo v podniku, ale jsou důsledkem jeho aktivity.
Emise kategorie 3 (Scope 3) (další nepřímé) – emise, které vznikají jako následek aktivit podniku, které vnikají ze zdrojů nekontrolovaných daným podnikem a nespadají do Scope 2. Např.: služební cesty prostředkem, který podnik nevlastní, ukládání odpadu na skládku.

### Produktová úroveň
Všechny uvolněné emise vzniklé během celého životního cyklu výrobku.

### Úroveň jednotlivce

Ve vyspělých státech lze uhlíkovou stopu jednotlivce omezit především menším počtem dětí. Recyklace a úsporné žárovky mají minimální vliv na uhlíkovou stopu.

Zahrnuje emise spojené s životem každého člověka. Hrubý odhad uhlíkové stopy jednotlivce nabízejí různé internetové kalkulačky. Průměrná uhlíková stopa člověka stále roste. V 19. století zanechávali uhlíkovou stopu hlavně lidé z Velké Británie (až 11 tun na obyvatele, přičemž za svět byly emise pod 1,2 tuny na obyvatele), zatímco ve 20. století hlavně v USA (až 22 tun na obyvatele, kdežto světově průměrné byly pod 4,9 tuny).

## Uhlíková neutralita a uhlíková kompenzace
Uhlíková neutralita znamená, že uhlíková stopa produktu/města/jednotlivce/produktu je rovna nule. Při extrémně malých emisích (díky nízké spotřebě opřené o nefosilní zdroje) k ní jde v omezeném měřítku dojít kompenzačními prostředky. Těmi mohou být výsadba stromů nebo koupě tzv. uhlíkové kompenzace (offsetů), což jsou finanční nástroje, které zaručují odčerpání vyprodukovaných emisí (výsadba stromů, odčerpání CO2 do podzemí). Výsadba stromů je totiž nejefektivnějším způsobem. Uhlíkové reparace, tedy zpětné náhrady škod historicky vypuštěnými emisemi, jsou pro vyspělé země jako USA nepřijatelné. USA totiž od roku 1850 vypustily zhruba 29 % všech historických emisí světa. Do roku 2050 plánuje být neutrální Evropská unie, ale například i Praha. Čína plánuje uhlíkovou neutralitu do roku 2060, Indie do roku 2070. Pro globální uhlíkovou neutralitu ale nemusejí stačit světové zásoby některých materiálů.

## Výpočet uhlíkové stopy
Uhlíková stopa se udává v gramech, kilogramech nebo tunách CO2.
Pro orientační odhad pro jednotlivce je nejjednodušší použít jednu z mnoha internetových kalkulaček.
Výpočty dalších úrovní uhlíkové stopy jsou složitější.

### Uhlíková stopa města
je rozdělena do sektorů a stanovuje se pro každý sektor zvlášť.
Sektory:
- obec, úřad, zařízení provozovaná obcí,
- domácnosti,
- podniky a služby,
- ostatní.

Do každého sektoru spadají složky jako energie, doprava, odpady a odpadní vody, využití území, zemědělství.

## Kritika
Snižování emisí a tak uhlíkové stopy se setkává i s kritikou. Cíle snižování jsou také často v rozporu s dalšími cíli ochrany krajiny a životního prostředí. Bude třeba také zajistit udržitelné dodávky minerálů a kovů. Například biopaliva spíše způsobují společnosti problémy. Metaanalýza ukázala, že nejsou propagovány nejúčinnější způsoby (například snižování počtu dětí k redukci přelidnění), ale spíše neefektivní způsoby investování (výměna žárovek za úsporné). Navíc dospělí s dětmi mají větší uhlíkovou stopu než dospělí bez dětí. Malá rychlá opatření pak demotivují občany k podpoře podstatných dlouhodobých opatření. Uhlíková stopa je také kritizována z toho důvodu, že pojem popularizovala britská energetická společnost BP, a to naschvál aby přesunula zavinění klimatické změny od ropných firem na jednotlivce občany.